# 两江镇 (安图县)
两江镇，是中华人民共和国吉林省延边朝鲜族自治州安图县下辖的一个乡镇级行政单位。

## 行政区划
两江镇下辖以下地区：
两江通湖社区、东江村、大兴川村、西江村、汉阳村、永红村、江南村、白河村、片砬子村、六人沟村、北大阴子村、石人沟村和四岔子村。